# Cultural Mainstreaming
Cultural Mainstreaming (auch Intercultural Mainstreaming bzw. deutsch Interkulturelles Mainstreaming, auf Einwanderer bezogen auch Migrant Mainstreaming) ist analog zum Prinzip des Gender-Mainstreaming als Teil eines umfassenden Diversity Managements zu verstehen, also als Teil einer Strategie, die Vielfalt nicht als Problem, sondern als Ressource betrachtet. Wie „gender“, so richtet sich „cultural“ oder „ethnic“ nicht auf eine biologische Disposition, sondern auf die soziale Konstruktion ethnischer Gruppen sowie deren Chancen als Angehörige von ethnischen Minderheiten im Einwanderungsland.

## Aufgaben
Anders als das Diversity Management sind die Konzepte des Gender und Cultural Mainstreaming nicht als Unternehmensstrategien gedacht worden, sondern politisch und gesetzlich verankerte Ansätze für Verwaltung und Institutionen. Das Gender Mainstreaming wurde 1997 im Vertrag von Amsterdam verankert und gilt seitdem für alle Mitgliedstaaten als verbindliches Prinzip. Es ist eine Strategie der Europäischen Union zur Verwirklichung der Chancengleichheit für Frauen und Männer in Institutionen, Organisationen und Politik. Das Cultural Mainstreaming ist im Gegensatz dazu noch ein recht neu diskutierter Begriff. Er lehnt sich an die Strategie des Gender Mainstreaming an und soll genau wie diese als Querschnittsaufgabe in Institutionen und Politik verstanden werden. Gesetzliche Grundlagen sind unter anderem die Antirassismusrichtlinie (29. Juni 2000) der EU sowie das Allgemeine Gleichbehandlungsgesetz (14. August 2006) als deutsches Bundesgesetz. Ziel ist die Sicherung gleicher Teilhabechancen. Aufgabe des Cultural Mainstreamings ist zu sichern, dass die Zielgruppe der Personen mit Migrationshintergrund erreicht und in die Durchführung von Vorhaben gleichberechtigt einbezogen wird. Dahin zielende Ansätze fordern nicht allein die Anpassung der Zugewanderten, sondern ebenso Veränderungen der Mehrheitsgesellschaft.
Im Zusammenhang mit Cultural Mainstreaming werden zwei wesentliche Ansätze diskutiert. Einmal der Ansatz, der interkulturellen Öffnung der Verwaltungen, Einrichtungen und Dienste der Kommune und zweitens der Ansatz des Cultural Mainstreaming als Prüfkriterium für alle Vorhaben und politische Konzepte, um sicherzustellen, dass Menschen unterschiedlicher nationaler, kultureller oder ethnischer Herkunft in ihren eventuell spezifischen Voraussetzungen, Lebensbedingungen und Orientierungen Berücksichtigung finden.

## Praktische Umsetzung
Genau wie beim Gender Mainstreaming findet die Umsetzung des Cultural Mainstreaming in Institutionen, Verwaltung und Organisationen im Top-Down-Verfahren statt. Damit bedarf es einer Hierarchie und kann so nur wenig dazu beitragen, Einstellungen von Personen zu ändern. Als Prüfkriterium kann es auf drei Ebenen einer Organisation, wie zum Beispiel einer Weiterbildungsorganisation, angelegt werden: Die Ebenen der Organisations-, der Personal- und der Angebotsentwicklung. Auf diesen Ebenen werden unter anderem die folgenden Kriterien überprüft:

### Organisationsentwicklung
- Wie ist das quantitative Verhältnis der Mitarbeiter mit und ohne Migrationshintergrund?
- Wie verteilen sich die Gruppen auf Leitungspositionen?
- Welche Gründe bestehen für diese Relationen?
- Wird eine Gruppe innerhalb der Institution benachteiligt?
- Sind Gender und Cultural Mainstreaming im Unternehmensleitbild der Einrichtung verankert?

### Personalentwicklung
- Wie viele Mitarbeiter können Gender/Interkulturelle Kompetenz nachweisen? (Schulungen/Weiterbildungen…)
- Werden Fragen zur Gleichstellung der Geschlechter und der Gleichstellung von Personen mit und ohne Migrationshintergrund angesprochen?
- Werden Zuschreibungsprozesse thematisiert?
- Findet eine selbstreflexive Auseinandersetzung mit eigenen normativen Vorstellungen statt?

### Pädagogische Konzepte und Angebote
- Wird die Lebenswelt von Personen mit Migrationshintergrund in ihrer Vielfalt bei der Konzeption der Angebote mit berücksichtigt?
- Welche Formen der Ansprache werden gewählt?
- Werden Medien der ethnischen Communitys für die Öffentlichkeitsarbeit genutzt?
- Gibt es mehrsprachige Werbematerialien und Internetseiten?
- Hat ein Check auf „Migrantinnen- und Migrantensensibilität“ sowie auf Geschlechtersensibilität hinsichtlich Slogan, Fotos und Text stattgefunden?
- Werden in den Formulierungen die weiblichen und männlichen Formen benutzt?
- Die Ärzteschaft, Sportvereine, Kulturvereine sowie Reisebüros und weitere Gewerbetreibende der ethnischen Communitys werden mit Informationen versorgt und können als Multiplikatoren wirken.[6]

## Kritik
Migrant Mainstreaming setzt eine essentialisierende Konstruktion von Kultur(-zugehörigkeit) als starrer Gruppenidentität voraus, auf welche die Personen festgelegt werden. Dadurch würden einzelne Personen auf ihren Migrationshintergrund, ihre Herkunft (Kultur) und auf ihr Geschlecht reduziert. Es besteht die Gefahr, durch die Konstruktion von „Kulturen“ und Zugehörigkeiten zu diesen Kulturen, Gruppenidentitäten zu erzeugen, auf die Personen dann unreflektiert festgelegt werden.